# Гарамов, Олег Юрьевич
Олег Юрьевич Гарамов (8 апреля 1956 — 7 июня 2016) — советский и российский морской офицер, командир 30-й дивизии надводных кораблей, контр-адмирал (12.12.2005). Начальник Тихоокеанского военно-морского института имени адмирала С. О. Макарова (2010—2012).

## Биография
Родился 8 апреля 1956 года, старший сын капитана I-го ранга Гарамова Юрия Аршаковича (05.12.1931). Окончил в 1978 году Черноморское высшее военно-морское ордена Красной Звезды училище имени П. С. Нахимова. Начал службу командиром ракетной батареи БРК «Сдержанный». Командовал сторожевыми кораблями «Разительный» и «Пытливый». Участник многих дальних морских походов. Командовал 11-й бригадой противолодочных кораблей ЧФ (по 05.2001).
В 1990—1993 годах окончил ВМА в Санкт-Петербурге. В 2003 году окончил курсы ВАГШ. С 24 декабря 2004 года по 23 августа 2010 года — командир дислоцированной в Севастополе 30-й дивизии надводных кораблей — самого крупного на тот момент соединения Черноморского флота РФ. С 23 августа 2010 года по март 2012 года служил начальником Тихоокеанского военно-морского института имени адмирала С. О. Макарова.
После завершения службы в ВМФ в 2012 году возглавил отделение Севастопольского филиала Российского морского регистра. Умер 7 июня 2016 года.

## Награды
- Орден «За военные заслуги» (21 мая 2008)[5]
- Орден «За службу Родине в Вооруженных Силах СССР» III степени
- медали СССР и России
- зарубежные награды